# Elisabeth Seitz
Pour les articles homonymes, voir Seitz.
Elisabeth Seitz est une gymnaste artistique allemande, née le 4 novembre 1993 à Heidelberg. Spécialiste des barres asymétriques, elle est sacrée championne d'Europe en 2022 et médaillée de bronze aux Monde 2018. Elle possède un élément éponyme au Code de pointage — une Shaposhnikova avec vrille complète (valeur E) — et a présenté en compétition un « Def » (lâcher avec vrille complète).

## Biographie

### Jeunesse et débuts
Née à Heidelberg (Bade-Wurtemberg), Elisabeth Seitz s’initie très tôt à la gymnastique et remporte son premier titre national majeur en 2009 (concours général). Elle intègre l’équipe d’Allemagne senior en 2010 et dispute les Championnats du monde de Rotterdam, où elle se classe 12e du concours général et 8e aux barres asymétriques.

### Percée européenne et Londres 2012
En 2011, elle décroche la médaille d’argent du concours général aux Europe 2011 à Berlin.  
Aux Jeux de Londres 2012, elle se classe 10e du concours général et 6e de la finale des barres.

### Confirmation et Rio 2016
Après une période d’études en parallèle de sa carrière, elle participe aux Mondiaux 2013 (finale du concours général) et aux Jeux européens de 2015 de Bakou, où l’Allemagne décroche l’argent par équipes.  
Aux Jeux de Rio 2016, elle termine 4e aux barres, 6e par équipes et 17e du concours général.

### Apogée (2017–2022)
Elle est médaillée de bronze aux barres asymétriques aux Europe 2017 à Cluj-Napoca.  
En 2018, elle monte sur le podium mondial en décrochant le bronze aux barres aux Monde 2018 (Doha).  
Aux Europe 2022 à Munich, elle remporte l’or aux barres et le bronze par équipes — première médaille européenne par équipes pour l’Allemagne féminine.

### Tokyo 2021, blessure et retraite
Aux Jeux de Tokyo 2021, elle se classe 9e du concours général et 5e aux barres.  
En 2023, elle obtient le bronze aux Europe 2023 à Antalya aux barres asymétriques, avant de subir une rupture du tendon d’Achille qui met fin à ses chances de participation aux Jeux de Paris 2024.  
Elle annonce sa retraite sportive au printemps 2025 lors d’un événement à Leipzig.

### Après-carrière et engagements
Consultante TV en Allemagne (notamment lors des grandes compétitions), elle publie en 2024 un livre autobiographique intitulé Charakterstark. Elle milite pour un environnement plus inclusif en gymnastique : en 2021, elle choisit avec ses coéquipières de porter un justaucorps long en compétition pour dénoncer la sexualisation des gymnastes.

## Élément éponyme
| Appareil            | Nom   | Description                              | Valeur |
| ------------------- | ----- | ---------------------------------------- | ------ |
| Barres asymétriques | Seitz | Shaposhnikova avec vrille complète (1/1) | E      |

## Palmarès

### Championnats du monde
- Doha 2018
  -  médaille de bronze aux barres asymétriques

### Championnats d'Europe
- Berlin 2011
  -  médaille d'argent au concours général individuel

- Cluj-Napoca 2017
  -  médaille de bronze aux barres asymétriques

- Munich 2022
  -  médaille de bronze au concours général par équipes
  -  médaille d'or aux barres asymétriques

- Antalya 2023
  -  médaille de bronze aux barres asymétriques

### Jeux européens
- Bakou 2015
  -  médaille d'argent au concours par équipes

### Championnats d'Allemagne
- 26 titres nationaux toutes épreuves confondues (record)[1].